# Otto Sverdrup

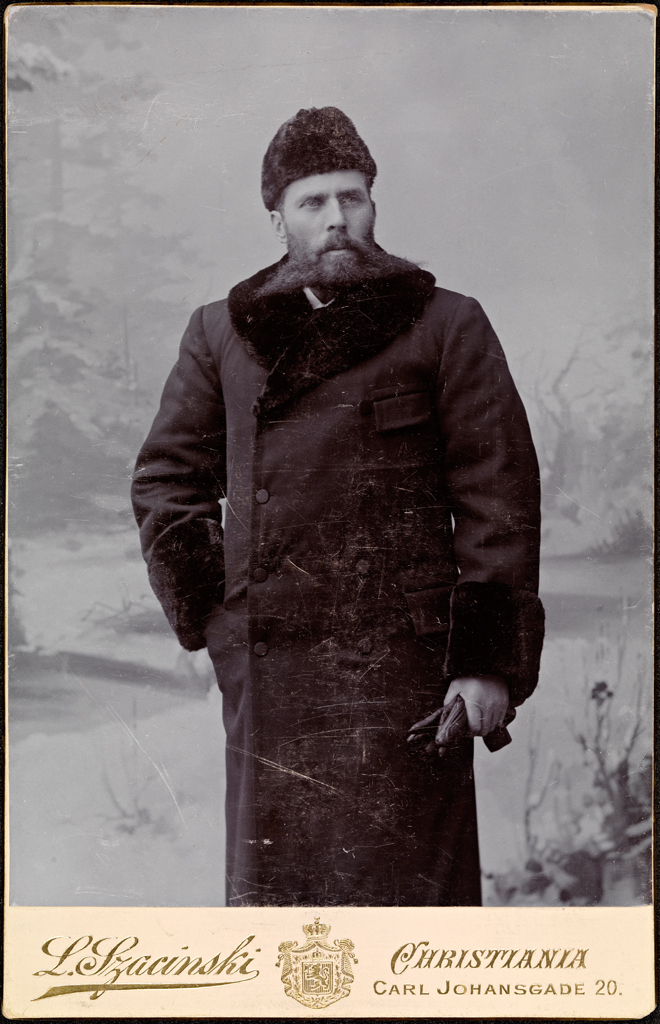
Otto Sverdrup

Otto Sverdrup (1854–1930) – norweski żeglarz, badacz Arktyki i oficer. Uczestniczył w wyprawach Fridtjofa Nansena. W 1888 roku przeszedł z Nansenem w poprzek Grenlandię. Był dowódcą statku Fram. W latach 1898–1902 kierował ekspedycją arktyczną na Framie, w czasie której odkrył Wyspy Sverdrupa, w tym Wyspę Axela Heiberga i Wyspę Amunda Ringnesa.

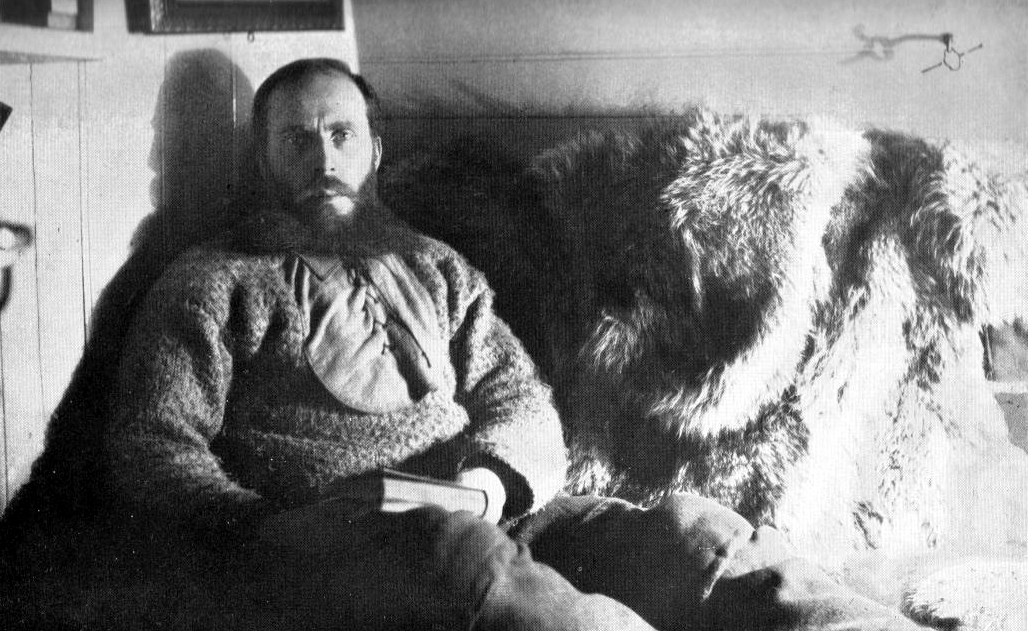
Otto Sverdrup w czasie pierwszej podróży na statku Fram